# Шервуд Мејнор (Конектикат)
Шервуд Мејнор (енгл. Sherwood Manor) насељено је место без административног статуса у америчкој савезној држави Конектикат.

## Демографија
По попису из 2010. године број становника је 5.410, што је 279 (-4,9%) становника мање него 2000. године.
| Група             | 2000.         | 2010.         |
| Белци             | 5.422 (95,3%) | 4.957 (91,6%) |
| Афроамериканци    | 65 (1,1%)     | 114 (2,1%)    |
| Азијати           | 61 (1,1%)     | 106 (2,0%)    |
| Хиспаноамериканци | 104 (1,8%)    | 160 (3,0%)    |
| Укупно            | 5.689         | 5.410         |